# Траян Чихарян
Траян Чихарян (13 липня 1969) — румунський важкоатлет.
Бронзовий призер Олімпійських Ігор 1992 року в категорії до 52 кг, учасник 1988, 1996 років.
Бронзовий призер Чемпіонату світу 1989 року в категорії до 52 кг.
Чемпіон Європи 1991 року в категорії до 52 кг, срібний призер 1988 (до 52 кг), 1989 (до 52 кг), 1990 (до 52 кг), 1992 до 52 кг років, бронзовий призер 1996 року в категорії до 54 кг.